# Tjipekapora Herunga
Tjipekapora Melody Herunga (* 1. Januar 1988 in Ehangono oder Ehungiro, Südwestafrika) ist eine namibische ehemalige Sprinterin. Herunga arbeitet seit 2012 als Polizisten bei der Namibian Police Force und war zwischenzeitlich für sechs Jahre bei der Polizei in Jamaika beschäftigt.

## Sportliche Laufbahn
Erste Erfahrungen bei internationalen Meisterschaften sammelte Tjipekapora Herunga 2005 bei den Jugendweltmeisterschaften in Marrakesch, bei denen sie im 800-Meter-Lauf mit 2:19,93 min in der ersten Runde ausschied. Zwei Jahre später nahm sie erstmals an den Afrikaspielen in Algier teil und belegte dort im 400-Meter-Lauf in 53,13 s den siebten Platz. 2008 gelangte sie bei den Afrikameisterschaften in Addis Abeba über 400 Meter bis in das Halbfinale, in dem sie mit 54,00 s ausschied. Zwei Jahre später nahm sie an den Hallenweltmeisterschaften in Doha teil und schied dort mit 55,40 s in der ersten Runde aus, wie auch bei den Afrikameisterschaften in Nairobi mit 57,03 s. 2011 nahm sie erneut an den Afrikaspielen in Maputo teil und gewann dort in 23,50 s die Bronzemedaille im 200-Meter-Lauf hinter der Nigerianerin Oludamola Osayomi und Vida Anim aus Ghana. Auch über 400 Meter gewann sie mit neuem Landesrekord von 51,84 s die Bronzemedaille hinter der Botswanerin Amantle Montsho und Amy Mbacké Thiam aus dem Senegal. Kurz zuvor schied sie bei den Weltmeisterschaften in Daegu über 400 Meter mit 54,08 s in der ersten Runde aus. 2012 erreichte sie bei den Afrikameisterschaften in Porto-Novo in 23,92 s den sechsten Platz über 200 Meter, während sie über 400 Meter im Vorlauf disqualifiziert wurde und nahm anschließend über 400 Meter an den Olympischen Spielen in London teil und schied dort mit 52,53 s im Halbfinale aus.
2013 nahm sie über 400 Meter an den Weltmeisterschaften in Moskau teil und schied dort mit 52,28 s im Halbfinale aus. Bei den IAAF World Relays 2015 auf den Bahamas belegte sie mit der namibischen 4-mal-400-Meter-Staffel in 3:40,21 min den sechsten Platz im B-Finale und gewann bei den Afrikaspielen in Brazzaville in 51,55 s erneut die Bronzemedaille hinter der Sambierin Kabange Mupopo und Patience Okon George aus Nigeria. Zudem erreichte sie über 200 Meter das Halbfinale, in dem sie mit 23,81 s ausschied. Im Jahr darauf nahm sie erneut an den Hallenweltmeisterschaften in Portland teil und wurde dort in der ersten Runde disqualifiziert. Bei den Afrikameisterschaften 2018 in Asaba schied sie mit 55,90 s in der ersten Runde aus und 2019 gelangte sie bei den Afrikaspielen in Rabat über 200 und 400 Meter bis in das Halbfinale, in dem sie mit 24,49 s bzw. 53,49 s ausschied. Zudem belegte sie mit der namibischen 4-mal-100-Meter-Staffel in 45,55 s Rang vier.
2013 und 2019 wurde Mayova namibische Meisterin im 400-Meter-Lauf sowie 2019 auch über 200 Meter.

## Persönliche Bestzeiten
- 200 Meter: 23,40 s (+0,4 m/s), 5. Mai 2012 in Pretoria
- 400 Meter: 51,24 s, 4. Mai 2012 in Pretoria (namibischer Rekord)
- 400 Meter (Halle): 55,40 s, 12. März 2010 in Doha (namibischer Rekord)